# El Rayo (Hidalgo)
El Rayo es una localidad mexicana, localizada en el municipio de Pisaflores en el estado de Hidalgo.

## Geografía
Se encuentra en la región geográfica de la Huasteca hidalguense; a la localidad le corresponden las coordenadas geográficas 21° 14’ 03.802” de latitud norte y 99° 01’ 11.598” de longitud oeste, con una altitud de 862 m s. n. m. Cuenta con un clima semicálido subhúmedo con lluvias en verano, de mayor humedad.
En cuanto a fisiografía se encuentra en la provincia de la Sierra Madre Oriental, dentro de la subprovincia del Carso Huasteco; su terreno es de sierra. En lo que respecta a la hidrología se encuentra posicionado en la región del Pánuco, dentro de la cuenca del río Moctezuma, y en la subcuenca del río Axtla.

## Demografía
En 2020 registró una población de 967 personas, lo que corresponde al 5.21 % de la población municipal. De los cuales 450 son hombres y 517 son mujeres.
| Gráfica de evolución demográfica de El Rayo entre 1910 y 2020 |
|                                                               |
| Población registrada por los censos y conteos del INEGI.      |